# Microdon pallidus
Microdon pallidus är en tvåvingeart som beskrevs av Mario Bezzi 1915. Microdon pallidus ingår i släktet myrblomflugor, och familjen blomflugor.
Artens utbredningsområde är Tanzania. Inga underarter finns listade i Catalogue of Life.